# نص (إسلام)
النص كلمة عربية تُترجم في الوسط الديني بشكل مختلف إلى "أمر قانوني واضح ومعروف"، "مرسوم إلهي"، "تعيين"، "قانون مكتوب" مقابل القانون غير المكتوب، "نص قانوني" يمنع أو يتطلب، "دليل نصي".
في الإسلام الشيعي (الاثني عشرية والإسماعيلية والزيدية ، يشير النص على وجه التحديد إلى تعيين إمام معصوم من إمام معصوم سابق.